# Río Ocklawaha

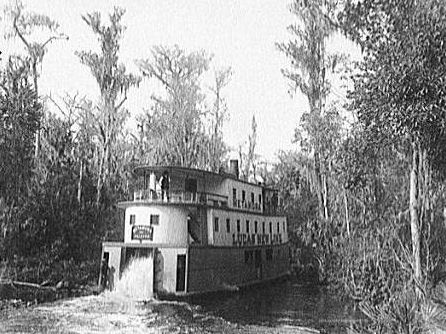
Barco de vapor en el Ocklawaha, ca. 1902

El río Ocklawaha (en inglés: Ocklawaha river)) es un corto río de Estados Unidos de la vertiente atlántica, que fluye hacia el norte por la Florida Central hasta que se une al río St. Johns, cerca de Palatka. Su nombre es una corrupción del creek ak-lowahe, 'barro'.
La fuente del río Ocklawaha es el lago Griffin, que forma parte de la cadena de lagos Harris en el condado de Lake.  La cuenca del río Ocklawaha incluye partes del pantano Green, la mayor parte del condado de Lake, y partes de los condados de Marion, Alachua y Putnam.  El mayor de los lagos en la cuenca del Ocklawaha es el hoy muy contaminado lago Apopka cerca de Orlando.
El río Ocklawaha es el principal afluente del río St. Johns.  El afluente más importante y conocido del Ocklawaha es el río Silver, que desemboca en el Silver Springs.  Otro afluente importante es el arroyo Orange, que forma el lago Orange.
El río fue utilizado ampliamente en los siglos XIX y XX por los barcos de vapor, siendo la línea más conocida la que operaba Hubbard L. Hart. Vapores pequeños y estrechos  navegaban por éste corto y difícil río.  En la década de 1870, la ruta entre Palatka y Silver Springs se hizo muy popular, siendo recorrida por personajes como Harriet Beecher Stowe, Ulysses S. Grant, Thomas A. Edison y Mary Todd Lincoln para visitar Silver Springs.  La popularidad de la ruta a Silver Springs disminuyó con la llegada del servicio del ferrocarril a Ocala en 1881.
El río ha sufrido graves daños ecológicos en el siglo XX debido a la escorrentía de fertilizantes, el dragado, la contaminación y los desvíos llevados a cabo. El río se escapó por poco de ser parte del canal Cross Florida Barge.
El río es un lugar popular para la práctica de canoa, kayak y pesca.  El río forma la frontera occidental del bosque nacional de Ocala.  Algunas partes del río siguen estando en su mayoría sin alterar por el hombre. Los paisajes naturales, la fauna exuberante y el crecimiento de la zona periférica son en su mayoría zonas hídricas y sedimentos marinos, con arbustos y matorrales típicos de los suelos arenosos. La fauna es abundante, como guajolote silvestre, venado cola blanca, y las aves zancudas de esta zona.  